# Bakir Musić
Bakir Musić (* 4. Juli 2006) ist ein bosnischer Leichtathlet, der sich auf den Sprint spezialisiert hat.

## Sportliche Laufbahn
Erste internationale Erfahrungen sammelte Bakir Musić beim Europäischen Olympischen Jugendfestival (EYOF) 2023 in Maribor, bei dem er mit 23,20 s und 49,98 s jeweils in der ersten Runde über 200 und 400 Meter ausschied. Anschließend belegte er bei den U18-Balkan-Meisterschaften in Sivas in 49,86 s den achten Platz im 400-Meter-Lauf. Im Jahr darauf schied er bei den Balkan-Meisterschaften in Izmir mit 10,93 s im Vorlauf über 100 Meter aus und gelangte im 200-Meter-Lauf mit 22,32 s auf den dritten Platz im C-Lauf. Zudem belegte er mit der bosnischen 4-mal-400-Meter-Staffel in 3:20,82 min den sechsten Platz. 2025 verpasste er bei den U20-Balkan-Hallenmeisterschaften in Sofia mit 6,96 s den Finaleinzug im 60-Meter-Lauf und schied kurz darauf bei den Balkan-Hallenmeisterschaften in Belgrad mit 6,99 s in der Vorrunde aus. Im Juni wurde er bei der 3. Liga der Team-Europameisterschaft in Maribor in 21,10 s Dritter über 200 Meter hinter dem Aserbaidschaner Əlham Nağıyev und Franko Burraj aus Albanien und kam mit der 4-mal-100-Meter-Staffel nicht ins Ziel. Anschließend belegte er bei den U20-Balkan-Meisterschaften in Craiova in 10,57 s den vierten Platz im 100-Meter-Lauf, ehe er bei den U20-Europameisterschaften in Tampere mit 11,02 s in der ersten Runde ausschied. Zudem belegte er über 200 Meter in 21,52 s den fünften Platz. Zudem wurde er bei den Balkan-Meisterschaften in Volos in 21,17 s Dritter im B-Lauf über 200 Meter.
2024 wurde Musić bosnisch-herzegowinischer Meister im 200-Meter-Lauf im Freien sowie 2025 in der Halle.

## Persönliche Bestleistungen
- 100 Meter: 10,57 s (+0,8 m/s), 13. Juli 2025 in Craiova
  - 60 Meter (Halle): 6,92 s, 15. Januar 2025 in Belgrad
- 200 Meter: 21,10 s (+0,1 m/s), 25. Juni 2025 in Maribor (U20-Landesrekord)
  - 200 Meter (Halle): 21,71 s, 23. Februar 2025 in Belgrad (Landesrekord)